# Ifejon
Ifejon (Ipheion Raf.) – rodzaj roślin należących do rodziny amarylkowatych (Amaryllidaceae), obejmujący 3 gatunki występujące naturalnie w Ameryce Południowej: w północno-wschodniej Argentynie, środkowym Chile i w Urugwaju. Uprawiany jako roślina ozdobna ifejon jednokwiatowy został introdukowany do Stanów Zjednoczonych, Australii, Nowej Zelandii, Francji i Wielkiej Brytanii.
Nazwa naukowa rodzaju pochodzi od starogreckiego słowa ιφυον (ifyon), użytego przez Teofrasta z Eresos w pracy Historia plantarum.

## Morfologia
Wieloletnie rośliny zielne, geofity cebulowe. Cebule pokryte ochronnymi łuskami. Korzenie nieco mięsiste. Liście odziomkowe, równowąskie, płaskie na przekroju, tworzące pochwę u nasady, jednoroczne. Kwiatostan zwykle jednokwiatowy, wyrasta na wzniesionym głąbiku. Kwiat podparty jest spatką podzieloną na dwie klapki. Listki okwiatu w dolnej części rurkowato zrośnięte, powyżej rozpostarte. Z sześciu pręcików trzy położone są u nasady rurki okwiatu, a 3 powyżej. Pylniki przytwierdzone do nitek grzbietami, pękające do wewnątrz przez podłużną szczelinę. Zalążnia górna, niemal kulista, z licznymi zalążkami w każdej komorze. Szyjka słupka smukła, lekko trójklapowa. Owocem są pękające torebki, zawierające liczne nasiona.

## Systematyka
Rodzaj z plemienia Gilliesieae z podrodziny czosnkowych (Allioideae) z rodziny amarylkowatych (Amaryllidaceae). We wcześniejszych ujęciach zaliczany do rodziny czosnkowatych Alliaceae. 
Uwagi taksonomiczne
Rodzaj o niejasnej przynależności systematycznej. Należące do niego gatunki były przez botaników zaliczane aż do 8 innych rodzajów, m.in.: Brodiaea, Triteleia.
Wykaz gatunków
- Ipheion sessile (Phil.) Traub
- Ipheion tweedieanum (Baker) Traub

- Ipheion uniflorum (Graham) Raf. – ifejon jednokwiatowy

## Zastosowanie
Ifejon jednokwiatowy oraz jego kultywary są uprawiane jako rośliny ozdobne. Są łatwe w uprawie, preferują miejsca osłonięte, delikatnie zacienione, dobrze przepuszczalną glebę. Są jedną z najdłużej kwitnących wiosennych roślin cebulowych. 